# 莫寧頓街站
莫寧頓街站（英語：Mornington Crescent tube station）是倫敦地鐵的一個車站，位於倫敦西北部卡姆登鎮，車站名稱取自附近的莫寧頓街。莫寧頓街站位於倫敦第2收費區，開通於1907年6月22日。